# ISU Grand Prix w łyżwiarstwie figurowym 2005/2006
ISU Grand Prix w łyżwiarstwie figurowym 2005/2006 – 11. edycja zawodów w łyżwiarstwie figurowym. Zawodnicy podczas sezonu wystąpili w siedmiu zawodach cyklu rozgrywek. Rywalizacja rozpoczęła się w Atlantic City 20 października, a zakończyła w japońskim Tokio finałem Grand Prix, który odbył się w dniach 16–18 grudnia 2005 roku.

## Kalendarium zawodów
| Lp. | Data                    | Miejsce       | Zawody                     | Źr. |
| --- | ----------------------- | ------------- | -------------------------- | --- |
| 1   | 20–23 października 2005 | Atlantic City | Skate America              |     |
| 2   | 27–30 października 2005 | Saint John    | Skate Canada International |     |
| 3   | 2–6 listopada 2005      | Pekin         | Cup of China               |     |
| 4   | 17–20 listopada 2005    | Paryż         | Trophée Eric Bompard       |     |
| 5   | 24–27 listopada 2005    | Petersburg    | Cup of Russia              |     |
| 6   | 1–4 grudnia 2005        | Osaka         | NHK Trophy                 |     |
| 7   | 16–18 grudnia 2005      | Tokio         | Finał Grand Prix           |     |

## Medaliści

### Soliści
| Zawody                     | 1. miejsce            | 2. miejsce       | 3. miejsce        | Źr. |
| -------------------------- | --------------------- | ---------------- | ----------------- | --- |
| Skate America              | Daisuke Takahashi     | Evan Lysacek     | Brian Joubert     |     |
| Skate Canada International | Emanuel Sandhu        | Jeffrey Buttle   | Nobunari Oda      |     |
| Cup of China               | Emanuel Sandhu        | Stéphane Lambiel | Andriej Griaziew  |     |
| Trophée Eric Bompard       | Jeffrey Buttle        | Brian Joubert    | Gheorghe Chiper   |     |
| Cup of Russia              | Jewgienij Pluszczenko | Stéphane Lambiel | Johnny Weir       |     |
| NHK Trophy                 | Nobunari Oda          | Evan Lysacek     | Daisuke Takahashi |     |
| Finał Grand Prix           | Stéphane Lambiel      | Jeffrey Buttle   | Daisuke Takahashi |     |

### Solistki
| Zawody                     | 1. miejsce      | 2. miejsce       | 3. miejsce      | Źr. |
| -------------------------- | --------------- | ---------------- | --------------- | --- |
| Skate America              | Jelena Sokołowa | Alissa Czisny    | Yoshie Onda     |     |
| Skate Canada International | Alissa Czisny   | Joannie Rochette | Yukari Nakano   |     |
| Cup of China               | Irina Słucka    | Mao Asada        | Shizuka Arakawa |     |
| Trophée Eric Bompard       | Mao Asada       | Sasha Cohen      | Shizuka Arakawa |     |
| Cup of Russia              | Irina Słucka    | Miki Andō        | Yoshie Onda     |     |
| NHK Trophy                 | Yukari Nakano   | Fumie Suguri     | Ołena Laszenko  |     |
| Finał Grand Prix           | Mao Asada       | Irina Słucka     | Yukari Nakano   |     |

### Pary sportowe
| Zawody                     | 1. miejsce                           | 2. miejsce                          | 3. miejsce                               | Źr. |
| -------------------------- | ------------------------------------ | ----------------------------------- | ---------------------------------------- | --- |
| Skate America              | Zhang Dan / Zhang Hao                | Rena Inoue / John Baldwin           | Julija Obertas / Siergiej Sławnow        |     |
| Skate Canada International | Alona Sawczenko / Robin Szolkowy     | Marija Pietrowa / Aleksiej Tichonow | Valérie Marcoux / Craig Buntin           |     |
| Cup of China               | Marija Pietrowa / Aleksiej Tichonow  | Pang Qing / Tong Jian               | Dorota Zagórska / Mariusz Siudek         |     |
| Trophée Eric Bompard       | Tatjana Tot´mianina / Maksim Marinin | Pang Qing / Tong Jian               | Valérie Marcoux / Craig Buntin           |     |
| Cup of Russia              | Tatjana Tot´mianina / Maksim Marinin | Julija Obertas / Siergiej Sławnow   | Dorota Zagórska / Mariusz Siudek         |     |
| NHK Trophy                 | Zhang Dan / Zhang Hao                | Alona Sawczenko / Robin Szolkowy    | Utako Wakamatsu / Jean-Sébastien Fecteau |     |
| Finał Grand Prix           | Tatjana Tot´mianina / Maksim Marinin | Zhang Dan / Zhang Hao               | Alona Sawczenko / Robin Szolkowy         |     |

### Pary taneczne
| Zawody                     | 1. miejsce                             | 2. miejsce                              | 3. miejsce                             | Źr. |
| -------------------------- | -------------------------------------- | --------------------------------------- | -------------------------------------- | --- |
| Skate America              | Tanith Belbin / Benjamin Agosto        | Isabelle Delobel / Olivier Schoenfelder | Oksana Domnina / Maksim Szabalin       |     |
| Skate Canada International | Marie-France Dubreuil / Patrice Lauzon | Ołena Hruszyna / Rusłan Honczarow       | Melissa Gregory / Dienis Pietuchow     |     |
| Cup of China               | Tatjana Nawka / Roman Kostomarow       | Galit Chait / Siergiej Sachnowski       | Megan Wing / Aaron Lowe                |     |
| Trophée Eric Bompard       | Ołena Hruszyna / Rusłan Honczarow      | Isabelle Delobel / Olivier Schoenfelder | Federica Faiella / Massimo Scali       |     |
| Cup of Russia              | Tatjana Nawka / Roman Kostomarow       | Galit Chait / Siergiej Sachnowski       | Oksana Domnina / Maksim Szabalin       |     |
| NHK Trophy                 | Marie-France Dubreuil / Patrice Lauzon | Ałbena Denkowa / Maksim Stawiski        | Anastasia Grebenkina / Vazgen Azrojan  |     |
| Finał Grand Prix           | Tatjana Nawka / Roman Kostomarow       | Ołena Hruszyna / Rusłan Honczarow       | Marie-France Dubreuil / Patrice Lauzon |     |

## Klasyfikacje punktowe
| Poz.                                           | Zawodnik                                       | Punkty                                         |
| Miejsca 1–6: kwalifikacja do Finału Grand Prix | Miejsca 1–6: kwalifikacja do Finału Grand Prix | Miejsca 1–6: kwalifikacja do Finału Grand Prix |
| ---------------------------------------------- | ---------------------------------------------- | ---------------------------------------------- |
| 1                                              | Emanuel Sandhu                                 | 24                                             |
| 2                                              | Jeffrey Buttle                                 | 21                                             |
| 3                                              | Daisuke Takahashi                              | 19                                             |
| 4                                              | Nobunari Oda                                   | 19                                             |
| 5                                              | Stéphane Lambiel                               | 18                                             |
| 6                                              | Evan Lysacek                                   | 18                                             |
| Miejsca 7–9: rezerwa do Finału Grand Prix      |                                                |                                                |
| 7                                              | Brian Joubert                                  | 16                                             |
| 8                                              | Jewgienij Pluszczenko                          | 12                                             |
| 9                                              | Johnny Weir                                    | 9                                              |

| Poz.                                           | Zawodniczka                                    | Punkty                                         |
| Miejsca 1–6: kwalifikacja do Finału Grand Prix | Miejsca 1–6: kwalifikacja do Finału Grand Prix | Miejsca 1–6: kwalifikacja do Finału Grand Prix |
| ---------------------------------------------- | ---------------------------------------------- | ---------------------------------------------- |
| 1                                              | Irina Słucka                                   | 24                                             |
| 2                                              | Mao Asada                                      | 21                                             |
| 3                                              | Alissa Czisny                                  | 21                                             |
| 4                                              | Yukari Nakano                                  | 19                                             |
| 5                                              | Jelena Sokołowa                                | 15                                             |
| 6                                              | Miki Andō                                      | 14                                             |
| Miejsca 7–9: rezerwa do Finału Grand Prix      |                                                |                                                |
| 7                                              | Joannie Rochette                               | 14                                             |
| 8                                              | Shizuka Arakawa                                | 14                                             |
| 9                                              | Yoshie Ando                                    | 14                                             |

| Poz.                                           | Zawodnicy                                      | Punkty                                         |
| Miejsca 1–6: kwalifikacja do Finału Grand Prix | Miejsca 1–6: kwalifikacja do Finału Grand Prix | Miejsca 1–6: kwalifikacja do Finału Grand Prix |
| ---------------------------------------------- | ---------------------------------------------- | ---------------------------------------------- |
| 1                                              | Tatjana Tot´mianina / Maksim Marinin           | 24                                             |
| 2                                              | Zhang Dan / Zhang Hao                          | 24                                             |
| 3                                              | Marija Pietrowa / Aleksiej Tichonow            | 21                                             |
| 4                                              | Alona Sawczenko / Robin Szolkowy               | 21                                             |
| 5                                              | Pang Qing / Tong Jian                          | 18                                             |
| 6                                              | Julija Obertas / Siergiej Sławnow              | 16                                             |
| Miejsca 7–9: rezerwa do Finału Grand Prix      |                                                |                                                |
| 7                                              | Rena Inoue / John Baldwin Jr.                  | 14                                             |
| 8                                              | Valérie Marcoux / Craig Buntin                 | 14                                             |
| 9                                              | Dorota Zagórska / Mariusz Siudek               | 14                                             |

| Poz.                                           | Zawodnicy                                      | Punkty                                         |
| Miejsca 1–6: kwalifikacja do Finału Grand Prix | Miejsca 1–6: kwalifikacja do Finału Grand Prix | Miejsca 1–6: kwalifikacja do Finału Grand Prix |
| ---------------------------------------------- | ---------------------------------------------- | ---------------------------------------------- |
| 1                                              | Tatjana Nawka / Roman Kostomarow               | 24                                             |
| 2                                              | Marie-France Dubreuil / Patrice Lauzon         | 24                                             |
| 3                                              | Ołena Hruszyna / Rusłan Honczarow              | 21                                             |
| 4                                              | Galit Chait / Siergiej Sachnowski              | 18                                             |
| 5                                              | Isabelle Delobel / Olivier Schoenfelder        | 18                                             |
| 6                                              | Oksana Domnina / Maksim Szabalin               | 14                                             |
| Miejsca 7–9: rezerwa do Finału Grand Prix      |                                                |                                                |
| 7                                              | Tanith Belbin / Benjamin Agosto                | 12                                             |
| 8                                              | Melissa Gregory / Dienis Pietuchow             | 12                                             |
| 9                                              | Megan Wing / Aaron Lowe                        | 12                                             |